# Bartosz Białek
Bartosz Białek (Brzeg, 11 november 2001) is een Pools voetballer, die doorgaans speelt als centrale aanvaller. Białek komt op huurbasis uit voor Eupen, gehuurd van VfL Wolfsburg.

## Clubcarrière
Białek is een jeugdspeler van Stal Brzeg, MKS Oława en Zagłębie Lubin. In het seizoen 2019/20 maakte hij de overstap naar het eerste elftal van Zagłębie Lubin. Op 10 november 2019 maakte hij zijn debuut in de Ekstraklasa in de thuiswedstrijd tegen Raków Częstochowa. Hij speelde de volledige wedstrijd waarin hij een assist gaf en zelf scoorde. De wedstrijd eindigde op 2–2. Op 19 augustus 2020 tekende hij een contract voor 4 seizoenen bij VfL Wolfsburg.

## Clubstatistieken
| Seizoen | Club           | Competitie  | Competitie | Competitie | Beker | Beker | Internationaal | Internationaal | Totaal | Totaal |
| Seizoen | Club           | Competitie  | Wed.       | Dlp.       | Wed.  | Dlp.  | Wed.           | Dlp.           | Wed.   | Dlp.   |
| ------- | -------------- | ----------- | ---------- | ---------- | ----- | ----- | -------------- | -------------- | ------ | ------ |
| 2019/20 | Zagłębie Lubin | Ekstraklasa | 19         | 9          | 2     | 1     | -              | -              | 21     | 10     |
| 2020/21 | VfL Wolfsburg  | Bundesliga  | 19         | 2          | 4     | 0     | 1              | 0              | 24     | 2      |
| 2021/22 | VfL Wolfsburg  | Bundesliga  | 12         | 0          | 0     | 0     | 0              | 0              | 12     | 0      |
| 2022/23 | VfL Wolfsburg  | Bundesliga  | 0          | 0          | 0     | 0     | 0              | 0              | 0      | 0      |
| 2022/23 | → Vitesse      | Eredivisie  | 25         | 5          | 1     | 1     | -              | -              | 26     | 6      |
| Totaal  | Totaal         | Totaal      | 75         | 16         | 7     | 2     | 1              | 0              | 83     | 18     |

Bijgewerkt t/m 5 juni 2023

## Interlandcarrière
Białek maakt deel uit van Polen U21.